# Замок Кулхілл

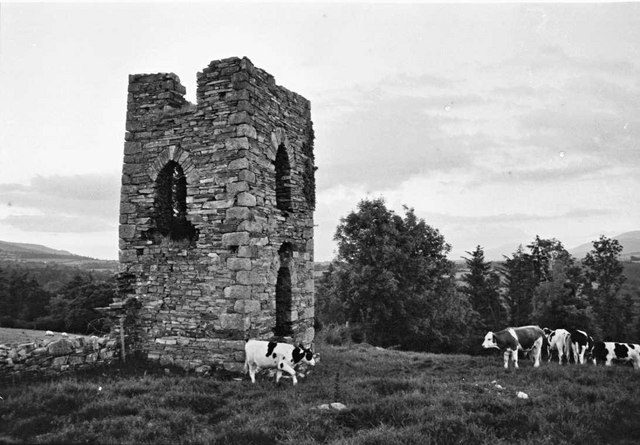
Руїни одної з башт замку Кулхілл.

Замок Кулхілл (англ. Coolhill Castle, ірл. Caisleán na Cúlchoille) — кашлен на Кулхойлле — один із замків Ірландії, розташований в графстві Кілкенні. Нині замок Кулхілл є пам'яткою історії та архітектури Ірландії національного значення. Замок стоїть на відстані 1,3 милі на північний схід від селища Ровер, на скелі, біля стародавнього кургану, на берегах річки Барроу. Географічні координати замку: 52,464929°N 6,932205°W

## Історія замку Кулхілл
Замок Кулхілл був побудований у ХІІІ столітті англо-норманськими феодалами після завоювання Ірландії для захисту завойованих земель від ірландських кланів. Замок збудував лицар Анрі де Руп (де Рош, де Роч) — лицар норманського походження, що володів землями Кулхілл в 1318 році. Але ірландські клани постійно нападали на замки і володіння англо-норманських феодалів, намагаючись повернути собі свої споконвічні землі. Ірландський ватажок Арт Ог мак Мурхада Каоманах (ірл. — Art Óg mac Murchadha Caomhánach) захопив замок Кулхілл і довгий час його утримував. У 1595—1604 році в Ірландії йшла так звана Дев'ятирічна війна в Ірландії. Ірландські ватажки воювали за незалежність Ірландії проти англійської армії та англійських колоністів-протестантів. У 1600 році на замок Кулхілл, яким тоді володів ірландський ватажок де Руп (нащадок норманських лицарів де Руп, що давно «ірландизувався» і тепер був на стороні борців за незалежність Ірландії і був католиком) напали англійські солдати під командою Де ла Пера. Під час нападу було вбито 30 місцевих жителів, що намагалися сховатися в замку. Після остаточного завоювання Ірландії Англією замок перейшов у володіння родини Маунтгаррет. Сталося це в 1621 році. Але під час повстання за незалежність Ірландії 1641 році родина Маунтгаррет підтримала повстанців. Після придушення повстання Олівером Кромвелем замок та маєток Кулхілл був конфіскований у власників у 1652 році.
Нині від замку лишилися руїни. Руїни являють собою залишки двох веж — круглої та квадратної. У вежах є бійниці, нависаючі стрільниці. Одна з бійниць захищає вхід в замок. Гвинтові сходи вели на верхні поверхи замку. На першому поверсі були кімнати з великими нішами. Між поверхами були склепіння. На другому поверсі був великий камін. На третьому поверсі був камін, кімнати і сходи на дах. Були круглі та хрестоподібні вікна.